# Jaciment arqueològic de Can Modolell
Can Modolell és un jaciment arqueològic situat a Cabrera de Mar (Maresme). Es tracta d'un conjunt de restes arqueològiques datades des de l'època ibèrica fins a la baixa edat mitjana, inclòs a l'Inventari del Patrimoni Arqueològic i Paleontològic de Catalunya.
La troballa més rellevant que s'hi ha descobert és l'estructura d'una vil·la romana imperial juntament amb un santuari, possiblement dedicat al déu romà Neptú i a una dea femenina i, posteriorment, al déu Mitra, d'origen persa. Tradicionalment, s'ha relacionat la desapareguda capella paleocristiana de Sant Joan Baptista amb aquestes restes.

## Situació
Es troba a la part nord del nucli urbà de Cabrera de Mar, just en la bifurcació que hi ha al camí de Can Segarra que mena vers la muntanya de Burriac. Està situat a 190 m sobre el nivell del mar, en un punt elevat entre dues rieres des d'on domina la vall de Cabrera.

## Història arqueològica
L'any 1974, a partir d'una acció furtiva, es va evidenciar la presència del jaciment i, a partir de llavors, s'inicià una llarga campanya d'excavacions fins al 1984, any en què es deixà al descobert les estructures actualment visibles. Un cop acabades les excavacions arqueològiques, durant molt de temps la situació del jaciment va ser molt precària, ja que es trobava al marge d'un camí. No estava especialment protegit, fins que a mitjans de l'any 1995 se'n feu una neteja i s'hi posà una tanca de protecció. A més, Josep Miquel Modolell, propietari del terreny on es troba l'assentament, va fer donació del terreny a la Fundació Burriac de Cabrera de Mar.